# Aéroport international d'Al-Aïn
L'aéroport international d'Al-Aïn (code IATA : AAN • code OACI : OMAL) (en Arabe: مطار العين الدولي / Matar al-Ayn ad-Dowaly) est un aéroport situé à Al-Aïn, aux Émirats arabes unis.

## Situation
| \| 50 km1:5 270 000 \| Abou Dabi Al-Aïn Al Maktoum Dalma Dubaï Ras el Khaïmah Charjah Al Dhafra Al Minhad Sir Bani Yas Fujaïrah |
| 50 km1:5 270 000 |

## Statistiques
| Année | Passagers | Évolution (en %) | Fret (en tonnes) | Évolution (en %) | Décollages / atterrissages | Évolution (en %) |
| ----- | --------- | ---------------- | ---------------- | ---------------- | -------------------------- | ---------------- |
| 2014  | 69 549    | n/a              | 271              | n/a              | 26 993                     | n/a              |
| 2015  | 61 181    | -12,0 %          | 1 085            | 300,4 %          | 24 579                     | -8,9 %           |
| 2016  | 96 679    | 58,0 %           | 596              | -45,1 %          | 25 749                     | 4,8 %            |
| 2017  | 136 519   | 41,2 %           | 1 177            | 97,5 %           | 29 797                     | 15,7 %           |

## Compagnies et destinations
| Compagnies                      | Destinations      |
| ------------------------------- | ----------------- |
| Air India Express               | Kozhikode-Calicut |
| Jazeera Airways                 | Koweït            |
| Nile Air                        | Le Caire          |
| Pakistan International Airlines | Peshawar          |

Édité le 10/02/2020